# Беловски рейд (1876)
Беловския рейд е успешно действие, предприето от хвърковатата чета в гара Белово с цел прекъсване на телеграфната и железопътната линия, както и телефонната апаратура и подпалването на железопътната станция.
На 27 април хвърковата чета влиза тържествено в гара Белово където е посрещната от българи и чужденци. Скоро след това пвърковата чета атакува железопътната станция подпалва станцията, разрушава един железопътен мост и унищожава телеграфната апаратура, прекъсвайки телеграфнтата и железопътната линия. Скоро след това въоръжената група се насочва към село Ветрен а след това се връща на връх Еледжик, където продължава военните действия.